# Michaele Scherenberg
Michaele Scherenberg (* 1. Juni 1950 in Thüringen) ist eine deutsche Filmemacherin, Fernsehmoderatorin und Autorin.

## Filmemacherin / TV-Moderatorin / Fernseh-Journalistin
Michaele Scherenberg ist in Thüringen geboren und in Schwaben aufgewachsen. Sie arbeitet als Filmemacherin und TV-Moderatorin für den Hessischen Rundfunk und wurde vor allem durch die Sendereihen Magazin der Woche, Hessen à la carte, In Hessen unterwegs, Hessen feiert Feste und Hessen – wie es singt und klingt sowie viele Reisereportagen und Auftritte auf dem Hessentag einem breiteren Zuschauerkreis bekannt. Michaele Scherenberg hat zahlreiche TV-Reportagen mit Schwerpunkt Genuss, Essen & Trinken geschrieben und produziert.

## Veröffentlichungen
Neben dem Großen Kartoffelbuch hat Michaele Scherenberg zusammen mit Karl-Heinz Stier die Kochbuchserie Hessen à la carte, Band 1 bis 4, das Hessische Apfelbuch und Handkäs' mit Musik veröffentlicht (alle Eichborn Verlag). Weiterhin sind erschienen das Video Hessen à la carte – Allerlei Essen aus Kassel und Umgebung, das Hessische Bier-Kochbuch, Fastnacht à la carte, Kochen um die Wette, der Gerauer Spargel und seine Gourmets und Es geht um die Wurst.